# 亞拉鱷屬
红鱷屬（學名：Yarasuchus），又译亚拉鳄属，是鸟跖类的一屬，生存於三疊紀中期安尼西階的印度。亞拉鱷的身長約2公尺，是種中型動物。模式種是德干亞拉鱷（Y. deccanensis），是在2005年被正式敘述、命名。屬名中的Yara在當地語言意為「紅色」，意指化石發現處的紅色泥岩。

## 敘述
目前已經發現兩個標本，都發現於Yerrapalli地層，其中一個化石較為完整、關節仍多呈連接狀態，亞拉鱷的頭部小，頸椎相當長。與其他迅猛鱷科相比，亞拉鱷有明顯的肩胛骨肩峰突（Acromion process），肩帶較小、較纖細。脊椎的神經棘高，背部中線的鱗甲（皮內成骨）有一道明顯的稜脊，以前後方式排列
研究人員推測，亞拉鱷在生理機能上有可能可採二足方式行走。

## 分類
在發現、命名時，亞拉鱷被分類到迅猛鱷科。在2010年，斯蒂芬·布魯薩特（Stephen L. Brusatte）等人的親緣分支分類法，將亞拉鱷分類於波波龍科。

## 古生態學
亞拉鱷的化石發現於印度的Yerrapalli地層，原蜥形目的Pamelaria也發現於亞拉鱷的化石附近。該地層發現的其他脊椎動物包含：肺魚類的角齒魚（Ceratodus）、輻鰭魚類的龍魚（Saurichthys）、離片椎目的Parotosuchus、以及二齒獸類的Rechnisaurus、瓦迪亞龍獸。

## 外部連結
- A new rauisuchian archosaur from the Middle Triassic of India[永久]
- 亞拉鱷 （页面存档备份，存于） - Paleobiology Database